# Бор (хвиля)

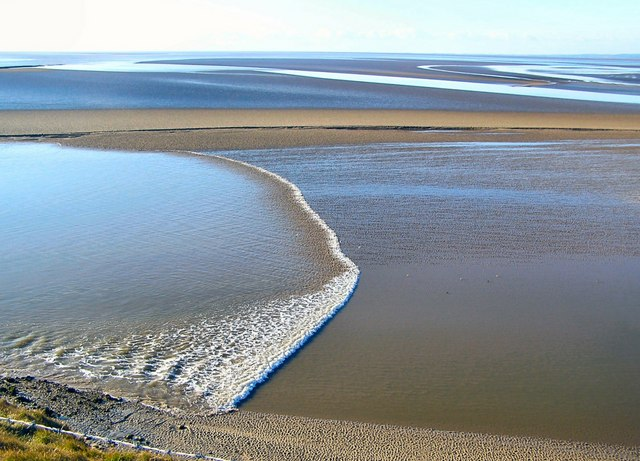
Бор у затоці Моркам (Велика Британія}

Бор (від старонорвезького bara — хвиля, брижі), а також маскаре́ або поророка — аномально висока припливна хвиля, яка виникає в гирлах деяких річок і вузьких заток, та рухається вгору їхніми рукавами.

## Механізм утворення

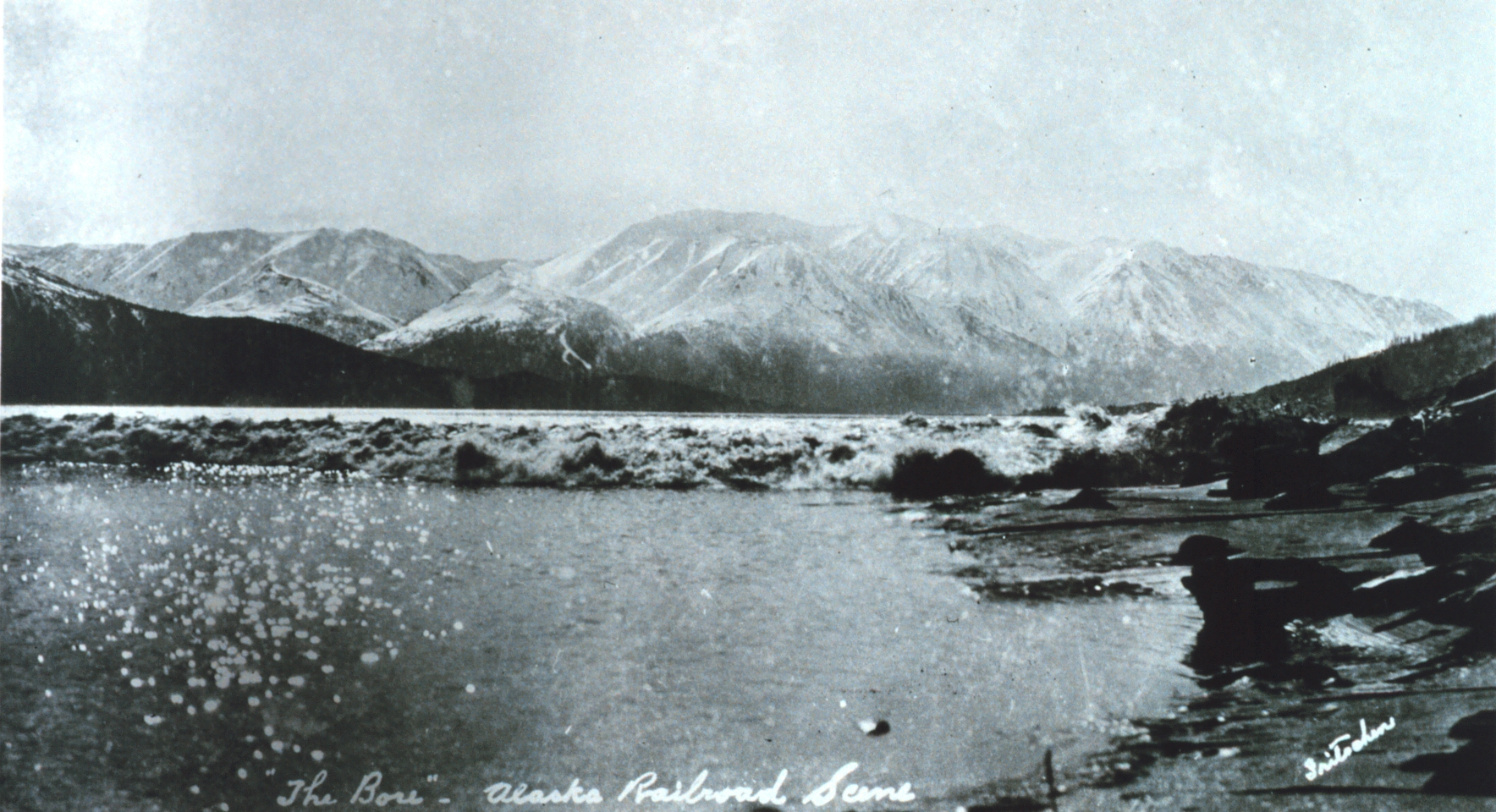
Бор у затоці Кука (Аляска, США)

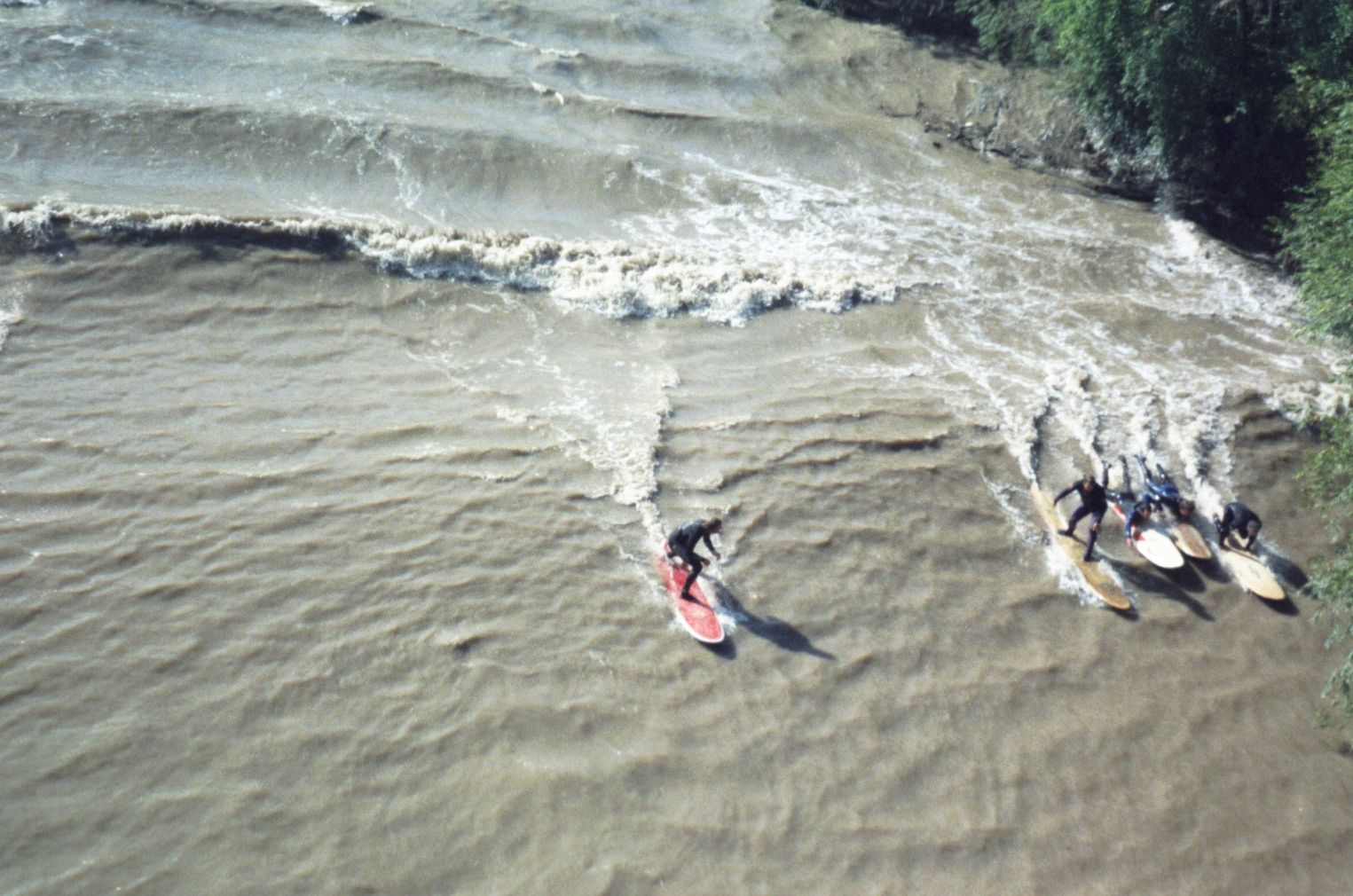
Серфери, що осідлали припливну хвилю на річці Северн, Велика Британія

Під час припливу маси води, що надходять у широку затоку, нагнітаються у звужене гирло, де вони концентруються, утворюючи фронт хвилі. У вузьких місцях загальна протяжність фронту хвилі скорочується, відбувається перерозподіл енергії, що зумовлює зростання висоти припливної хвилі. Важливим чинником, що впливає на перебіг припливу у звужених довгих затоках чи гирлах річок, є зміна глибини від гирла до вершини затоки або від гирла вгору по руслу річки. У деяких випадках за фронтом йдуть одна або декілька відокремлених (поодиноких) хвиль (солітонів). Бор проявляється як аномалія припливу у вигляді сильно деформованої припливної хвилі, що поширюється вгору естуарієм чи гирлом у вигляді поодиноких хвиль з крутим фронтальним схилом гребеня без чітко вираженої улоговини позад нього. Внаслідок цього виникає різкий перепад рівнів (до 9,3 м).
Утворення бора зумовлене неоднаковими швидкостями поширення гребеня і підошви припливної хвилі.
Бор може являти собою загрозу для судноплавства, оскільки рухається з великою швидкістю і має значну енергію.
Бор інколи використовують для серфінгу.

## Синоніми
Аномальні припливні хвилі у різних місцях земної кулі називають по-різному:
- маскаре́ (фр. mascaret) — на атлантичному узбережжі Франції[2];
- пороро́ка (порт. pororoca від pororoga — «гримлива вода» мовою індійського племені тупі) — на Амазонці[1][3];
- бенак (benak) або батанг (batang) у Малайзії[4];
- боно (bono) в Індонезії[5].

## Найбільші хвилі

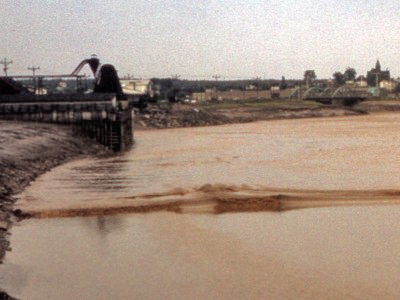
Бор на річці Птикодьяк (Канада)

Найвищі припливні хвилі спостерігаються у гирлах великих річок:
- річка Амазонка (Бразилія) — висота водяного валу у нижній течії, що поширюється проти течії на сотні кілометрів під час нового і повного Місяця (передусім, у періоди рівнодення) може досягати 5 метрів, швидкість до 5—7,5 м/с (18-27 км/год). Хвиля рухається з великим гуркотом, який чутно на 5-10 км[1];
- річка Цяньтан (Хайнін, провінція Чжецзян, Китай) — найвищий у світі бор, який місцеві жителі називають «Срібним драконом», утворюється на річці у кожну повню, але найбільшу міць демонструє восени. Висота хвилі сягає до 9 метрів, швидкість — до 40 км/год[6];
- гирло річки Сени (Франція) — у минулому висота хвилі могла досягати 7 метрів при швидкості руху від 2 до 10 м/с[2]. Днопоглиблювальні роботи, проведені у 1960-х роках усунули проблему борових хвиль;
- затока Кука, один з рукавів (Аляска, США) — висота до 2 метрів, швидкість до 20 км/год;
- річка Кампар (у затоці Меранти, Пелалаван, Індонезія) — хвиля поширюється уздовж русла на 40 км, висота хвилі сягає 6 м[5].
- річка Северн (у Бристольській затоці, Уельс, Велика Британія) — висота хвилі сягає 2 м, швидкість поширення 8-13 миль/год (13-21 км/год)[7]
- річка Птикодьяк (у затоці Фанді, Канада) — вважається найвищим бором у Північній Америці, висота хвилі сягала понад 2 м (6,6 футів), суттєво послаблюється збудованою дамбою.